# Ciarán Ahern

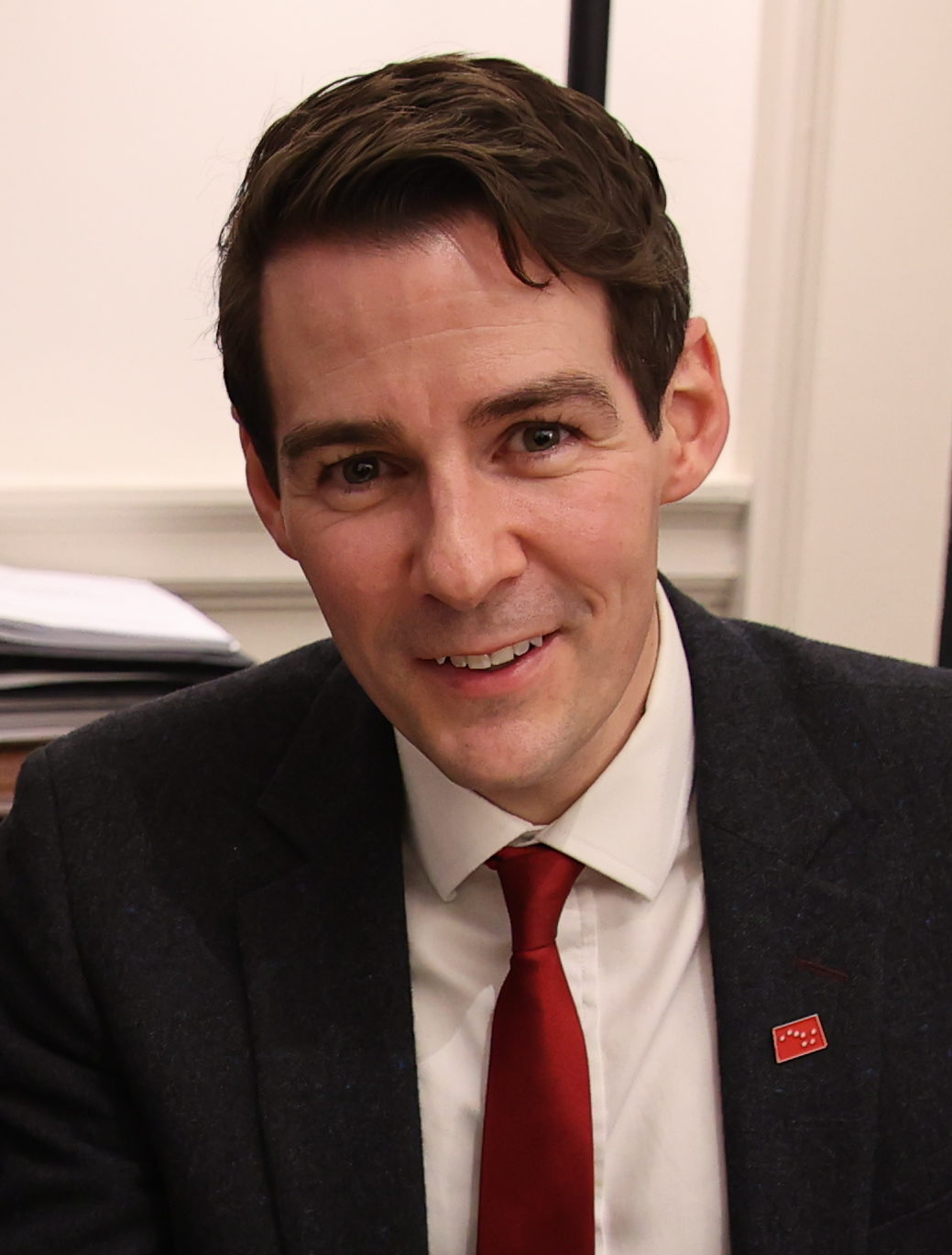
Ciarán Ahern (2024)

Ciarán Ahern (* September 1984) ist ein irischer Politiker der Irish Labour Party, für die er als Teachta Dála seit 2024 im Dáil Éireann, dem Unterhaus des Oireachtas, sitzt.

## Leben
Ciarán Ahern wuchs in der Dubliner Vorstadt Rathfarnham auf. 2007 erwarb er Bachelors of Laws am University College Dublin und 2009 an der London School of Economics einen Master of Science in Kriminologie. Er arbeitete nachfolgend als Jurist und hielt Vorlesungen. 
2020 heiratete er die Menschenrechtsaktivistin Maeve O’Rourke, mit der er einen Sohn hat. 
2020 versuchte er ohne Erfolg, für Labour im Wahlkreis Dublin South West in den Dáil Éireann gewählt zu werden. Im Juni 2024 wurde er stattdessen in den South Dublin County Council gewählt. Bei den Wahlen zum Dáil Éireann 2024 konnte er dann einen Sitz erringen.